# 노연홍
노연홍(盧然弘, 1955년 11월 12일 ~ ) 대한민국의 제10대 식품의약품안전청장과 대통령실 고용복지수석비서관을 역임한 공무원이자 가천대학교 메디컬캠퍼스 부총장이다. 본관은 광주이며, 경기도 파주 출생이다.

## 학력
- 경동고등학교
- 한국외국어대학교 노어학과
- 한국방송통신대학교 대학원 행정학 석사
- 요크 대학교 대학원 보건경제학 박사 수료
- 차의과학대학교 보건학 박사

## 경력
- 1983년 제27회 행정고등고시 합격
- 보건복지부 사무관
- 대통령비서실 보건복지행정관, 보건복지부 연금제도, 보험급여, 총무과장, 장관비서관
- 보건복지부 공보관, 보건의료정책국장, 보건의료정책본부장
- 대통령실 보건복지비서관
- 2010년 4월 2일 ~ 2011년 12월 11일 식품의약품안전청장[2]
- 2011년 12월 12일 ~ 2013년 2월 24일 대통령실 고용복지수석비서관
- 2013년 4월 ~ 2018년 12월 가천대학교 메디컬캠퍼스 부총장
- 신세계푸드 사외이사
- 삼성복지재단 이사
- 사전의료의향서실천모임 회장
- 백혈병어린이재단 이사
- (주)BRC 기타비상무이사
- 건강보험심사평가원 약제급여평가위원회 위원장
- 김·장 법률사무소 고문
- 매일유업 사외이사
- 제20대 대통령직 인수위원회 코로나특위 위원
- 2023년 3월 ~ 한국제약바이오협회 회장
- 2024년 4월 ~ 대통령 직속 의료개혁특별위원회 위원장